# 薩拉卡尼蒂郡
薩拉卡尼蒂郡，是肯尼亞的一個郡，位於該國東部，由東部省負責管轄，始建於2013年3月4日，面積2,609平方公里，2009年人口365,330，人口密度每平方公里140人。